# Agente de segurança judiciária
Agente de Segurança Judiciária (ASJ) é o profissional, responsável pela segurança pessoal e patrimonial na esfera do Poder Judiciário. Executa tarefas de suporte técnico e administrativo, com previsão legal nos termos da lei ordinária 7.562/1986 (esfera federal). Atua tanto no Judiciário Estadual quanto no Federal, seja na Justiça Comum ou Especializada. 
Os Agentes de segurança Judiciária podem usar arma de fogo em serviço, conforme a LEI Nº 12.694, DE 24 DE JULHO DE 2012.
Os ASJ tem a Agepoljus como entidade de classe no âmbito nacional. No Estado de São Paulo a entidade representativa de classe é a ASPoJESP.
Cabe ainda aos referidos servidores, o translado de magistrados e processos judiciais.